# Мілейовиці (Мазовецьке воєводство)
Мілейовиці (пол. Milejowice) — село в Польщі, у гміні Закшев Радомського повіту Мазовецького воєводства.
Населення — 1010 осіб (2011).
У 1975-1998 роках село належало до Радомського воєводства.

## Демографія
Демографічна структура станом на 31 березня 2011 року:
|          | Загалом | Допрацездатний вік | Працездатний вік | Постпрацездатний вік |
| -------- | ------- | ------------------ | ---------------- | -------------------- |
| Чоловіки | 510     | 135                | 345              | 30                   |
| Жінки    | 500     | 115                | 317              | 68                   |
| Разом    | 1010    | 250                | 662              | 98                   |